# The Phoenix Suite
The Phoenix Suite is het debuutalbum van Heather Findlay. Zij gaf in januari 2010 aan dat zij Mostly Autumn ging verlaten. In de zomer van 2010 nam zij met een aantal gastmusici een ep op in York, de drums werden elders opgenomen. Het album werd in tweeën uitgegeven. Eerst volgde de gelimiteerde versie van 100 stuks, deze was gestoken in een hoed die bestond uit een 100e gedeelte van het kunstwerk dat Findlay 'Phoenix' had genoemd. Geen van de 100 stuks bevat dus een hoes die de andere 99 hebben. Daarna volgde een reguliere uitgave.

## Musici
- Heather Findlay – zang, percussie
- Chris Johnson – gitaar, zang, programmeerwerk
- Dave Kilminster – gitaar
- Alex Cromarty – slagwerk
- Steve Vantsis – basgitaar

Opmerkelijk is de samenwerking met Vantsis, hij is de (voormalige) gitarist van Fish, een ex van Findlay.

## Muziek
Alles door Findlay, gearrangeerd door Johnson en Findlay

| Nr. | Titel      | Duur |
| --- | ---------- | ---- |
| 1.  | Red dust   | 4:05 |
| 2.  | Phoenix    | 4:51 |
| 3.  | Cellophane | 3:44 |
| 4.  | Seven      | 3:56 |
| 5.  | Mona Lisa  | 5:07 |